# Köpmantorget
Köpmantorget (« Place des Marchands ») est une place du quartier de Gamla stan à Stockholm en Suède.

## Présentation
Köpmantorget  est une petite place publique de Gamla Stan.
Elle est située entre la rue Köpmangatan à l'ouest et deux pentes appelées ensemble Köpmanbrinken, qui descendent toutes deux jusqu'à la rue Österlånggatan.
À l'ouest, deux rues mènent au nord et au sud : Bollhusgränd et Baggensgatan.

## Histoire
En 1912, la sculpture en bronze Saint Georges et le Dragon, réplique de la sculpture originale de Bernt Notke, fut érigée sur la place.
La sculpture originale se trouve à la Storkyrkan.

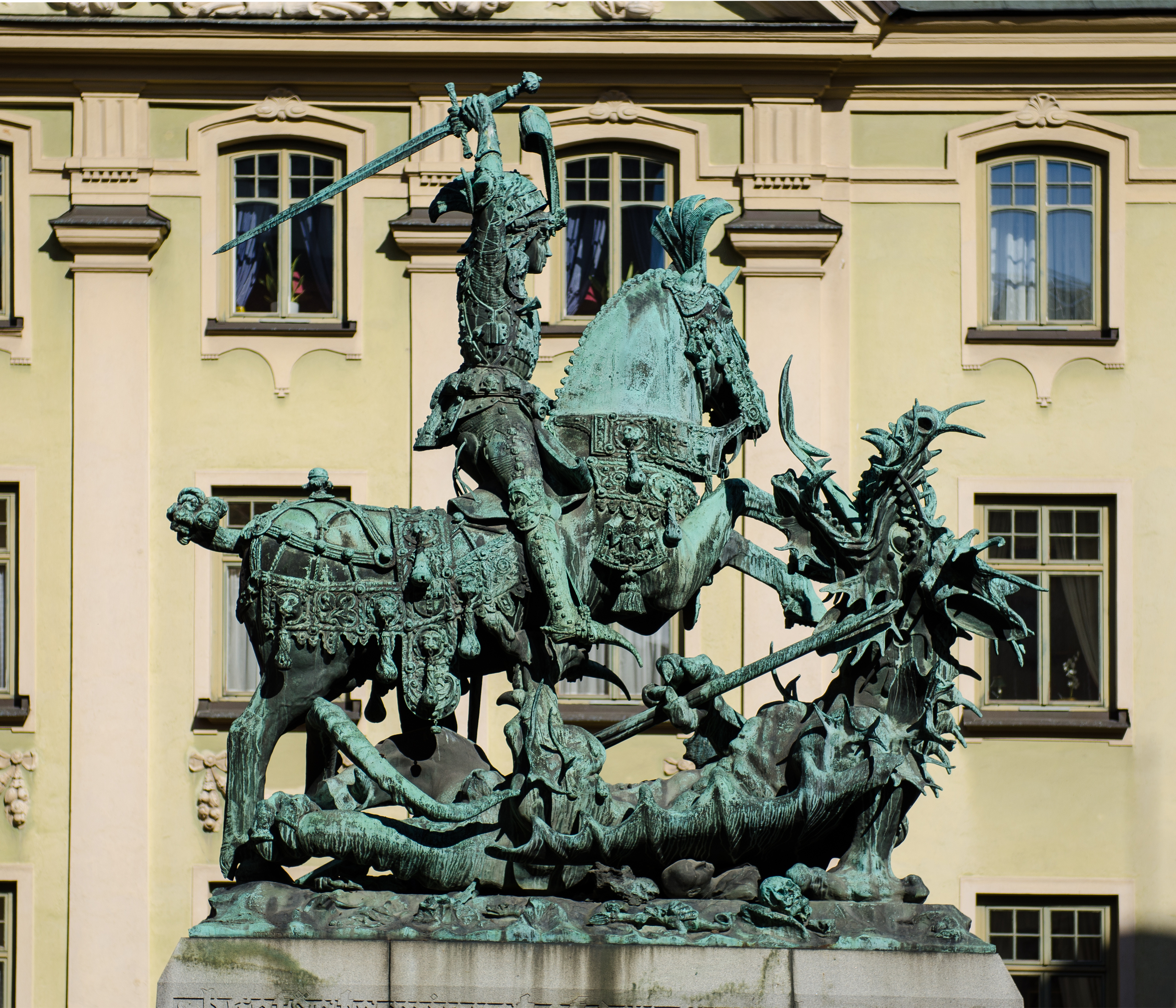
Saint Georges et le Dragon.

## Galerie

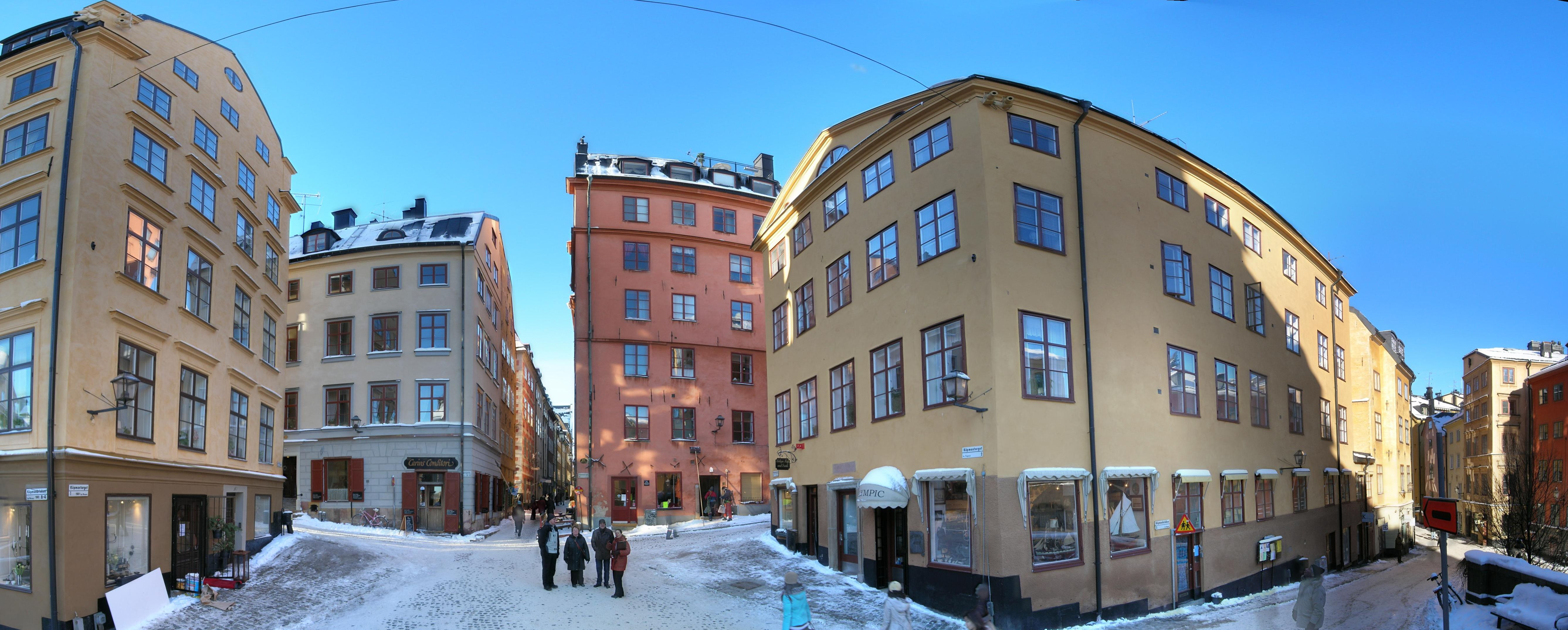
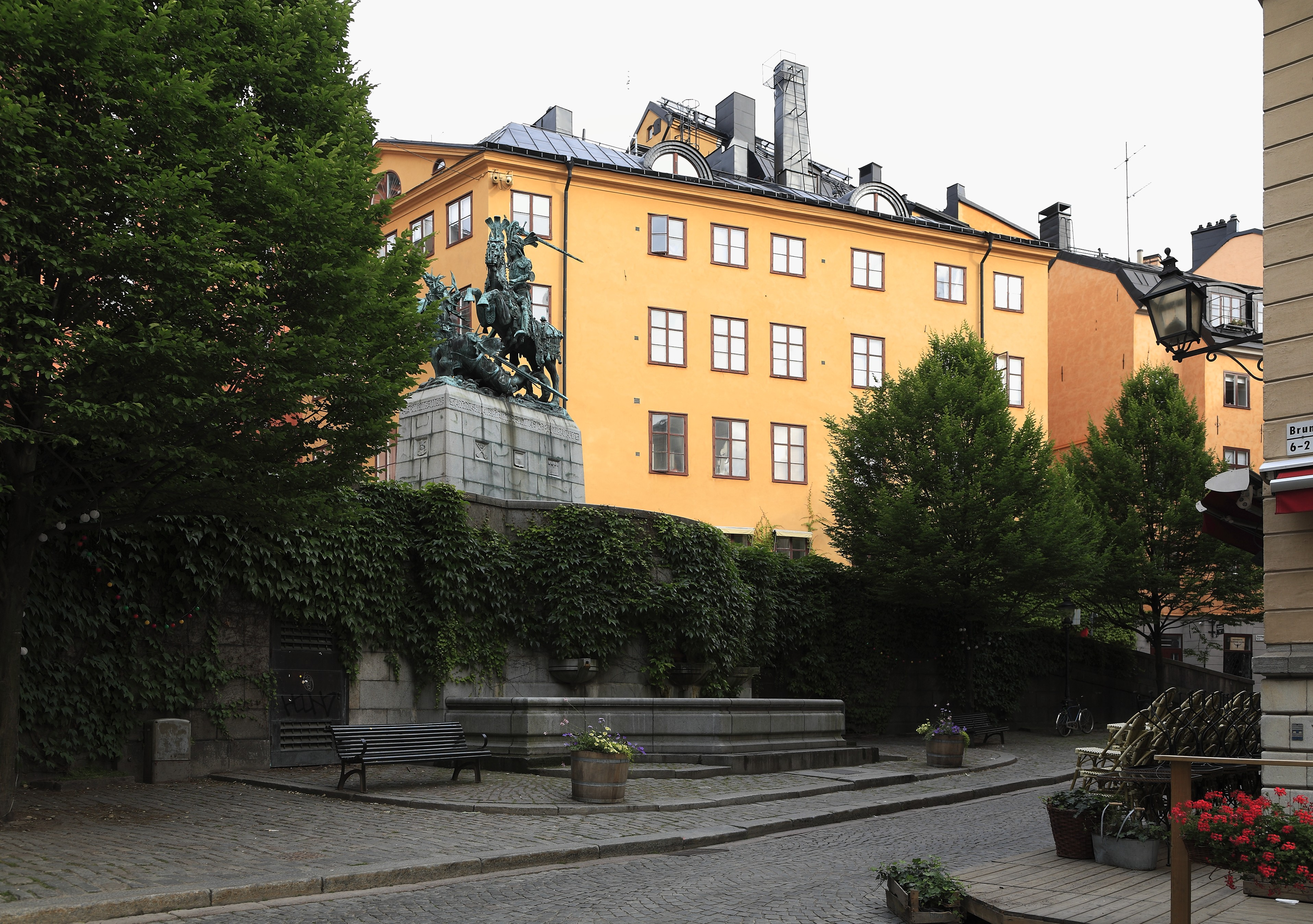
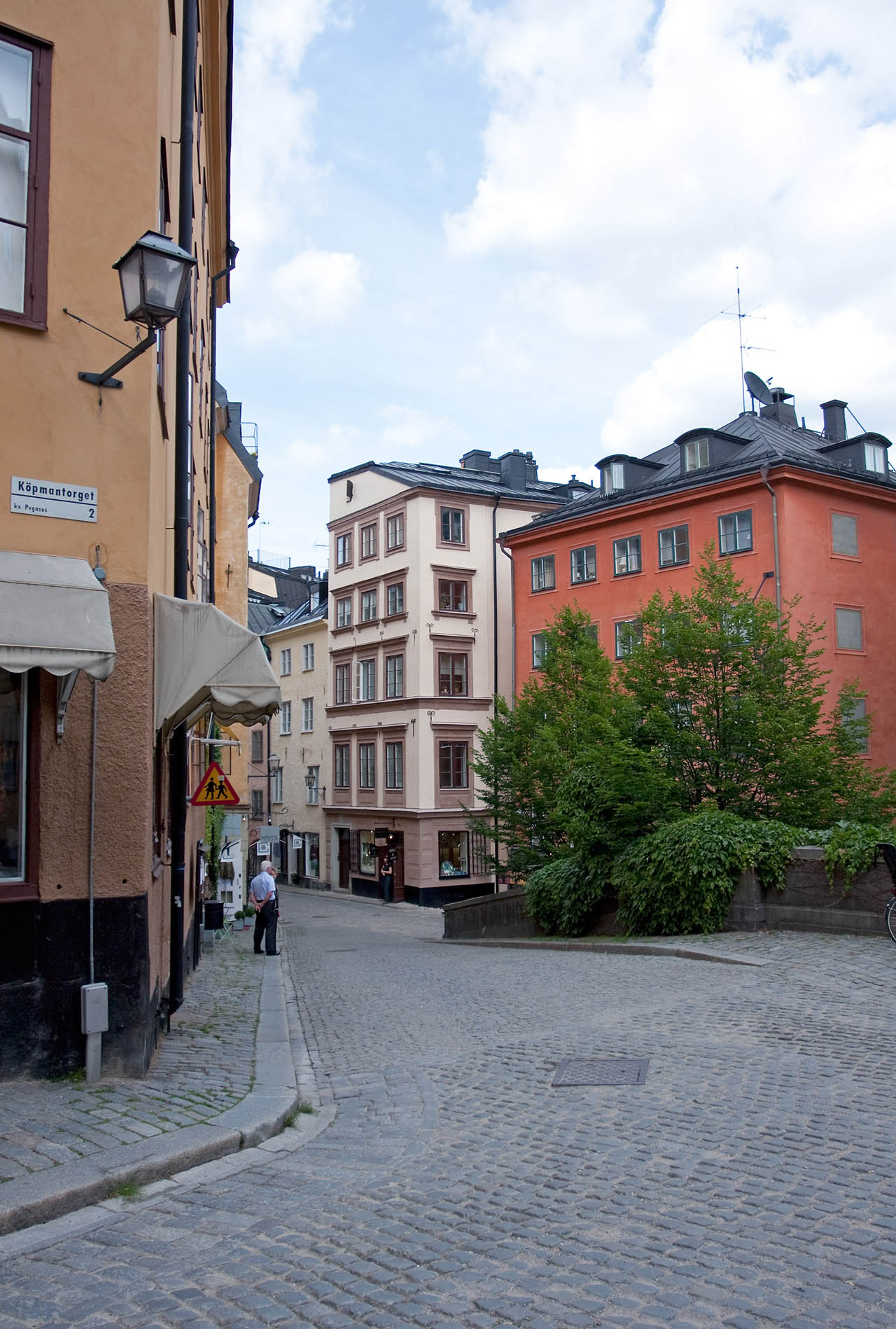

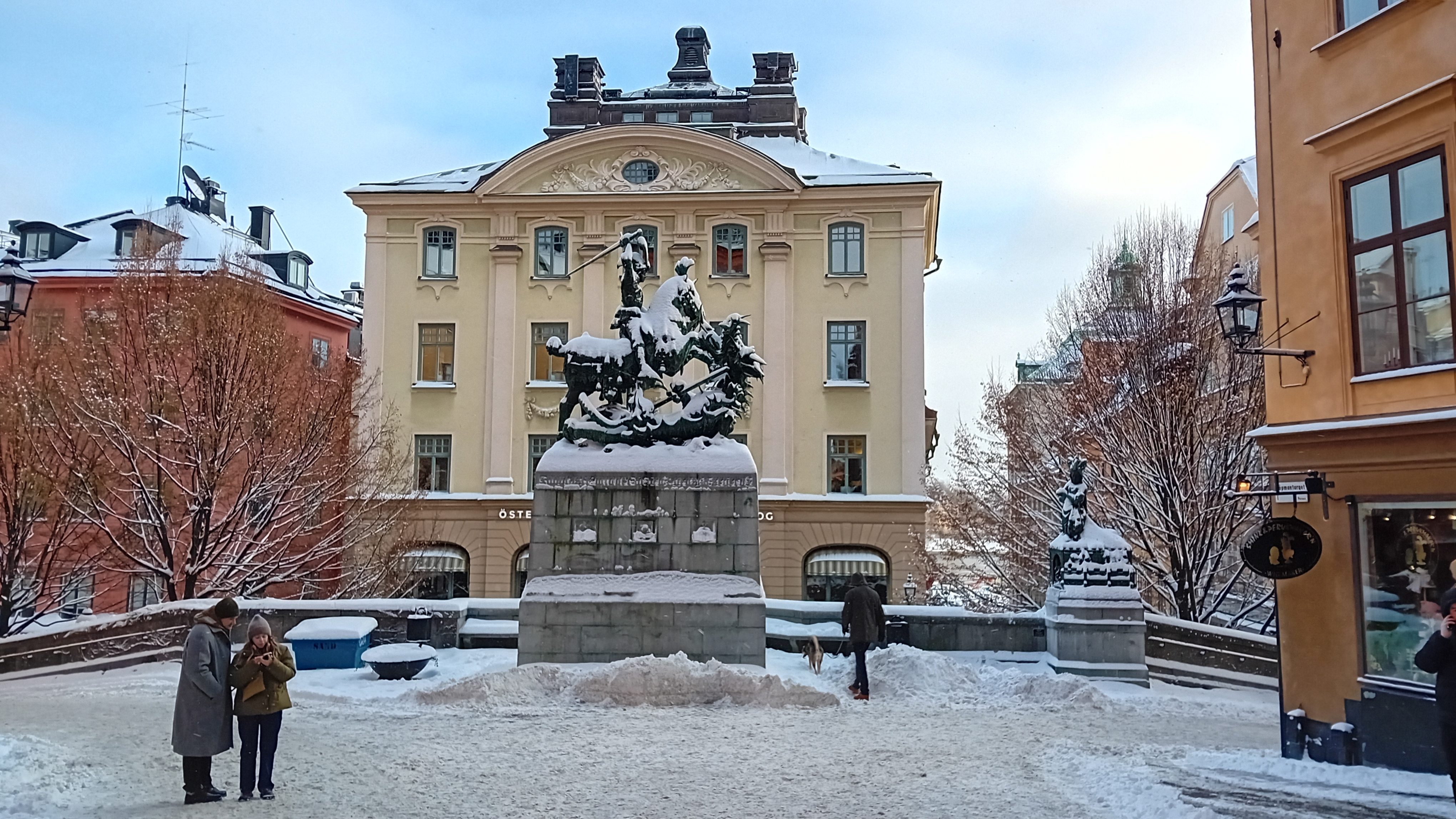
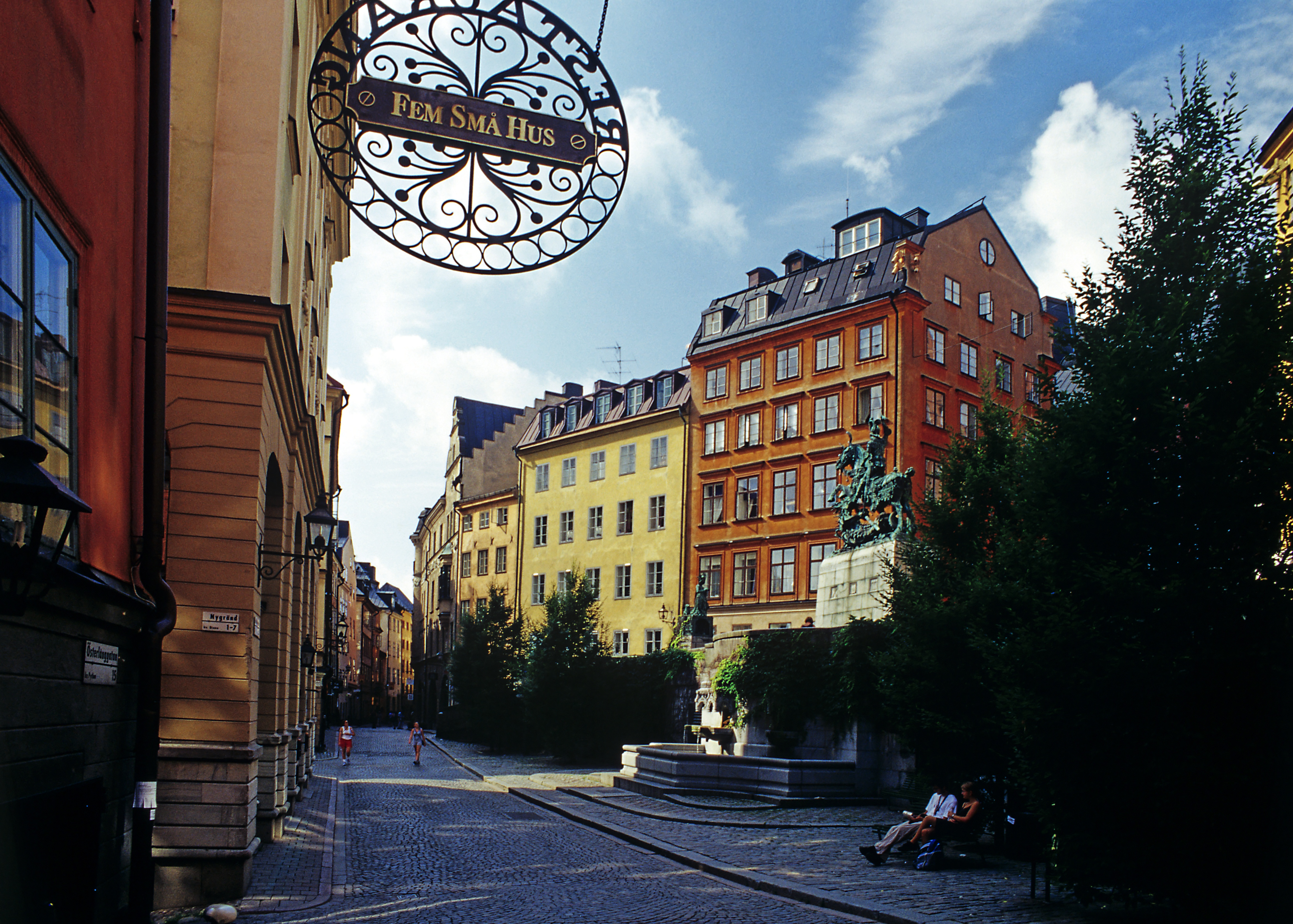
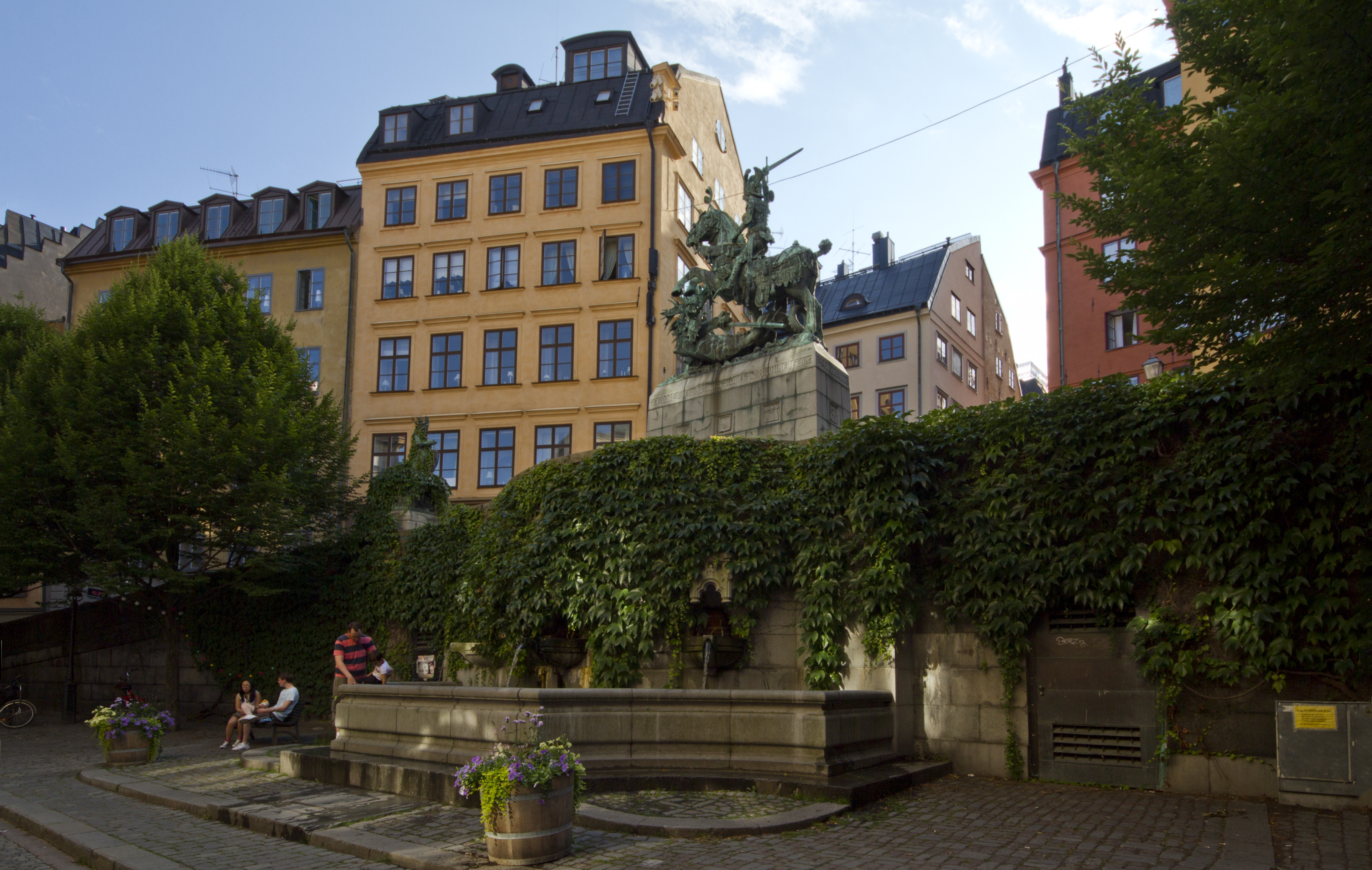